# Husbonden – piraten på Sandön
Husbonden – piraten på Sandön är en svensk miniserie i tre avsnitt från 1989 i regi av Kjell Sundvall. Huvudrollen som Peter Gothberg spelas av Sven Wollter, men även Helena Bergström och Katarina Ewerlöf har viktiga roller som hans döttrar Dora och Karolin, likt Anton Glanzelius som drängen som kommer till familjen. Serien bygger på ungdomsromanen Husbonden av Mats Wahl från 1985. Manuset skrevs av Mats Wahl tillsammans med Kjell Sundvall och Peter Mokrosinski och musiken är skriven av Björn J:son Lindh. Serien hade TV-premiär den 26 september 1989 och gick i repris 1994.

## Handling
Gotland 1815: 14-årige Kalle och hans två yngre systrar Karin och Lisen har precis förlorat båda sina föräldrar och tvingas leva åtskilda. Kalle hamnar hos den lokale prosten i Bunge och hans familj, vilket drängen Oscar inte uppskattar. När tre silverskedar blivit stulna riktas misstankarna mot Kalle. Han rymmer från gården och gömmer sig i byn. I handelsboden råkar Kalle höra när systrarna Dora och Karolin frågar handelsmannen efter en dräng som kan hjälpa till över vintern, och han anmäler sig frivilligt. De tar med honom hem till Gotska Sandön och sin stränga far, husbonden Peter Gothberg.
Med tiden inser Kalle att hans husbonde är en sjörövare som tillsammans med Dora och Karolin lever på att döda skeppsbrutna sjömän och stjäla deras last. Peter litar starkt på Kalle och har stora planer för honom på ön, men Kalle ifrågasätter i tystnad sin husbondes leverne. När Peter slutligen inser att Kalle har lurat honom tvingas Kalle att handla snabbt.

## Medverkande
| Roll             | Skådespelare      |
| ---------------- | ----------------- |
| Peter Gothberg   | Sven Wollter      |
| Dora Gothberg    | Helena Bergström  |
| Kalle Alyhr      | Anton Glanzelius  |
| Karolin Gothberg | Katarina Ewerlöf  |
| Elin             | Gun Arvidsson     |
| Prost            | Lennart Hjulström |
| Prästfru         | Margreth Weivers  |
| Länsman          | Tord Peterson     |
| Drängen Oscar    | Lars Dejert       |
| Sjöman           | Sten Ljunggren    |
| Skepparen        | Åke Lindman       |
| Lohman           | Axel Fritz        |
| Dottern          | Nanna Jonsson     |
| Skeppspojke      | Jacob Hirdwall    |

## DVD-utgåva
"Husbonden – piraten på Sandön" släpptes på DVD den 20 april 2011.